# Llafrenca
Llafrenca és una masia a mig camí dels nuclis de Sant Martí Sescorts i Manlleu al terme de l'Esquirol (Osona). Masia que pertany al terme de Sant Martí Sescorts, vinculat religiosament a Manlleu i civilment a la senyoria del Cabrerès. La seva demarcació forma part de la batllia del Cabrerès des del segle xv. Ara bé, la parròquia de Sant Martí Sescorts no es refon definitivament amb el municipi de l'Esquirol fins al 1824, quan el Consell de Castella va denegar l'existència de les "Masies de Santa Maria de Corcó", que havia funcionat entre el 1814 i el 1824 amb la capitalitat a Sant Martí Sescorts.
Masia de planta quadrada (13 x 13 m), coberta a dues vessants i amb el carener perpendicular a la façana situada a migdia. Aquesta façana està protegida per una lliça a la qual s'accedeix a través d'un portal que està adossat a un cobert amb el mur de migdia de tàpia. Consta de planta baixa i dos pisos. Les obertures de la planta i el primer pis són de gres i les del segons són probablement de totxo. La façana principal presenta a la planta baixa un portal d'arc escarser i dues finestres que donen a les corts. Al primer pis s'obren tres finestres, la central amb els carreus motllurats, i al segon pis hi ha tres finestres petites. La façana oest presenta dues finestres al primer pis i al sector Nord un cos de porxos cobert a una vessant que desguassa a migdia i que a la planta baixa presenta unes corts amb unes boniques arcades a l'interior. Al porxo (primer pis), que presenta un pilar central, hi observem dues arcades d'arc carpanell. Aquest cos està adossat pel sector oest a un cobert de corts amb planta de pedra i primer pis de totxo. La façana nord presenta un cos de corts adossat a la planta baixa i la façana est té quatre finestres al primer i segon pis.